# Elmstone Hardwicke
Elmstone Hardwicke est un village du Gloucestershire, en Angleterre.